# Варгас, Доранхель
Дора́нхель Ва́ргас, или Дорансель Варгас (исп. Dorángel Vargas, Dorancel Vargas; род. 14 мая 1957), — венесуэльский серийный убийца и каннибал, известный как «едок (исп. el comegente)» и «андский Ганнибал Лектер». Варгас был бродягой, который охотился на своих жертв в парке 12 Февраля, в окрестностях реки Торбес рядом с городом Тариба провинции Тачира, в 750 километрах от Каракаса. Был пойман 12 февраля 1999 года. Варгас был первым известным серийным убийцей в истории Венесуэлы. Количество его жертв составляет не меньше дюжины человек, возможно до 40.

## Преступление
Варгас был бездомным. Своих жертв он обычно подстерегал в парке в городе Сан-Кристобаль.
Как только он был пойман в 1999 году, он сразу признался, что за два года убил и съел по крайней мере 15 мужчин.
Он был помещен в психиатрическую больницу в 1995 году после того, как останки пропавшего человека были найдены в его хижине. Но Варгас был выпущен два года спустя. В 1999 году полиция Сан-Кристобаля, Венесуэла снова нашли человеческие останки во владении Варгаса. На этот раз, по крайней мере десять черепов, а также человеческие внутренности были найдены во владении Варгаса. Варгас признался, что ел человеческие органы, но отрицал обвинения в убийстве, заявив, что тела передавались ему уже мертвыми. Это заявление привело к гипотезе о том, что Варгас использовал прикрытие в виде незаконной продажи донорских органов. Варгас сказал, что человеческие органы он ел как груши и ничего плохого в употреблении человечины он не видел. В результате Доранхель был пожизненно помещен в психиатрическую клинику.